# Vodni reaktivni motor
Vodni reaktivni motor (ang: Pump-Jet, Hydrojet, ali Water Jet) je mehanska naprava, ki ustvarja pogonsko silo z visokohitrostnim curkom vode. Vodne reaktivne motorje poganjajo dizelski, bencinski ali turbinski motorji. 
Možni sta dve izvedbi: propeler z okvirjem (ducted propeller) ali pa centrifugalna črpalka in potisna šoba. 

## Zgodovina
Italijanski izumitelj Secondo Campini je predstavil prvi delujoči »pumpjet« v Benetkah leta 1931. Campini ni zaprosil za patent, naprava je imela tudi težave z materiali, imela je kratko življenjsko dobo in se ni tržila komercialno.Novozelandski izumitelj Sir William Hamilton je predstavil prvi reaktivni čoln - Jet Ski. Podjetje CWF Hamilton Ltd je eno izmed glavnih na področju vodnih reaktivnih motorjev.

## Uporaba
Vodne reaktivne motorje se je sprva uporabljalo za majhna rekreacijska plovila, po letu 2000 pa tudi za večja, kot so visokohitrostni trajekti in vojaške ladje. Uporabljajo se tudi na novejših jedrskih podmornicah, ker s tem tudi zmanjšajo hrup in je manj kavitacije.
Ladje dosežejo hitrost do okoli 40 vozlov (74 km/h). Ladje s temi motorji so po navadi zelo manevrirne. Primeri uporabe so hitri patruljni čoln Super Dvora Mk III, Hamina, katamaran Prince od Venice, fregata Valour, Stena trajekti in ameriški obalni bojni čolni.

## Biološki vodni reaktivni motor
V času ordovicija, se je tudi v naravi pojavil podoben način pogona na organizmih glavonožcev.

## Delovanje
Vodni reaktivni motor deluje tako, da vsrkava vodo - po navadi pod trupom. Centrifugalna črpalka (po navadi za velike hitrosti) ali pa aksialna (za sredje hitrosti) poveča hitrost vode, ki potem izstopi skozi šobo in tako ustvarja potisk. Velikokrat se da plovilo krmiliti z usmerjanjem potisne šobe, v nekaterih primerih ni potrebno smerno krmilo - kar zmanjša vodni upor. Lahko se tudi uporabi obračalnik potiska za premikanje nazaj. Pri plovilih z vodnimi reaktivni motorji je prisoten Coandă efekt, ki ga treba kompenzirati.

## Prednosti
Vodni reaktivni motorji imajo določene prednosti pred propelerji, posebej pri visokohitrostni plovbi in plovbi v plitvih vodah:
- Večja hitrost pred pojavom kavitacije, zaradi večjega notranjega dinamičnega tlaka
- Manjše dimenzije
- Ker ima rotirajoči element zaščiten je manjša nevarnost za ribe in ljudi
- Boljše delovanje v plitvih vodah, samo vstopniki morajo biti v vodi
- Boljše manevriranje, ker se da usmerjati potisk
- Manjši hrup, manjši odtis na sonarju, zaželeno pri podmornicah[3]

Uporaba na:
- podmornicah, npr. britanski razred podmornic Trafalgar in Astute, ameriški razred Seawolf in Virginia, francoski razred Triomphant in Barracuda, ruski razred Borej.
- Moderni torpedi, kot je Spearfish, Mk 48 in Mk 50

## Slabosti
- Pri nižji hitrosti je vodni reaktivni motor manj energetsko učinkovit kot propeler
- Dražja izdelava
- Vstopni del se lahko zamaši z npr. vodno travo